# Potres u Nikaragvi 1956.
Potres u Nikaragvi 1956. bio je katastrofalni potres momentne magnitude 7,3 koji se dogodio 24. listopada 1931. godine u Nikaragvi. Epicentar je bio smješten zapadno od Masachapaa u Nikaragvi.
Kasnije studije su pokazale kako je moguće da je potres povezana s potresom u Nicoyai 5. listopada 1950. godine. Potres je kasnije uzrokovao i mali cunami.

## Poveznice
- Potres u Nikaragvi 1992.